# アンドレア・バラン
アンドレア B（ルーマニア語:Andreea B.、1984年6月23日-）、本名：アンドレア・バラン（Andreea Bălan）は、ルーマニア・ワラキア地方のプロイェシュティ出身のルーマニアのポップ歌手である。

## 来歴
1995年、11歳で国営ルーマニア放送に出演。1998年にはアンドレア・アントネスクとのユニット・アンドレ（Andre）を結成し、3枚のプラチナ・アルバムと1枚のゴールド・アルバムを生み出す等の目覚しい活躍を見せた。
2001年のユニット解散後、2002年1月にはソロデビューを果たし、ソロとして初のアルバム『Te joci cu mine』は150万枚を売り上げるプラチナム・アルバムとなった。同じく2002年の11月にリリースされた2枚目のアルバム『Libera din nou』からは「Plang de dor」がシングルカットされ、これもヒットとなった。3枚目のアルバム『Asa sunt eu』では「Oops eroare!」などがヒットした。2006年には4枚目のアルバム『AndreeaB』をリリースしている。

## アルバム

### ユニットAndre として
- La intalnire（1999年）
- Noapte de vis（1999年）
- Prima iubire（2000年）
- Am sa-mi fac de cap（2000年）
- Best of Andre（2001年）
- O noapte si o zi（2001年）

### ソロ
- Te joci cu mine （2002年）
- Libera din nou （2002年）
- Plang de dor （2003年）- マキシ・シングル
- Asa sunt eu （2004年）
- AndreeaB （2006年）
- SuperWoman （2009年）